# Biphyllus inaequalis
Biphyllus inaequalis is een keversoort uit de familie houtskoolzwamkevers (Biphyllidae). De wetenschappelijke naam van de soort werd in 1889 gepubliceerd door Edmund Reitter.